# Tachygyna exilis
Tachygyna exilis là một loài nhện trong họ Linyphiidae.
Loài này thuộc chi Tachygyna. Tachygyna exilis được Alfred Frank Millidge miêu tả năm 1984.